# Bornolis
Bornolis là một chi bướm đêm thuộc họ Noctuidae.

## Các loài
- Bornolis kamburonga (Holloway, 1976)